# Mor och son
Mor och son (ryska: Мать и сын Mat i syn) är en rysk dramafilm från 1997 i regi av Aleksandr Sokurov, med Gudrun Geyer och Aleksej Ananisnov i huvudrollerna. Den handlar om en döende kvinna som får besök av sin son. Filmen har ett stillsamt tempo och tonvikten ligger på stämningar och intryck. Den är filmad genom målade glasskivor, speglar och speciallinser.
Mor och son innebar ett internationellt genombrott för Sokurov. Den gick upp på bio i Sverige 7 maj 1999. Filmen utgör den första delen i en planerad trilogi om familjeband. Den följdes av Otets i syn ("Far och son") från 2003.